# Hr.Ms. K IV (1921)
Hr.Ms. K IV was een Nederlandse onderzeeboot van de K III-klasse. Het schip werd in 1915 door het Nederlandse ministerie van Koloniën besteld bij de Koninklijke Maatschappij De Schelde in Vlissingen.
Op 3 september 1921 begon de K IV aan de overtocht naar Nederlands-Indië. Ze vertrok vanuit Vlissingen met als eindbestemming Tandjong Priok, de haven van Batavia. De reis, via het Suezkanaal, bracht de onderzeeboot in de havens van Algiers, Aden en Colombo.
In de haven van Colombo vond op 9 november 1921 een explosie plaats in de voorste batterijopslag van de boot. Bij deze explosie kwamen een kok en een kwartiermeester om het leven, een andere kwartiermeester raakte bij deze explosie zwaargewond. Op 23 december 1921 arriveerde de K IV in Tandjong Priok. Vanuit hier patrouilleerde de boot tot 1936 in de wateren van Nederlands-Indië.
De omgekomen bemanningsleden waren kwartiermeester Huisman en korporaal Blom. In Colombo is door de bemanning van torpedobootjagers Van Gent en Kortenaer een herdenkingsplechtigheid gehouden. De commandant hield een toespraak en er werden kransen gelegd.